# نایجل ریس
نایجل ریس (انگلیسی: Nigel Rees؛ زادهٔ ۵ ژوئن ۱۹۴۴) کمدین، مجری رادیو و نویسنده اهل بریتانیا است. 
وی پایه‌گذار و مجری مسابقهٔ گیومه باز… گیومه بسته (از سال ۱۹۷۶) در رادیو بی‌بی‌سی ۴ است و تا کنون بیش از ۵۰ کتاب نگاشته‌است.